# AIの冬
AIの冬（英語: AI winter）とは、人工知能の歴史において、人工知能研究への資金提供と関心が低下した時期である。対比としてAIの春がある。この分野では、いくつかのハイプ・サイクルを経験しており、失望と批判、そして資金削減の後、数年後、あるいは数十年後に再び関心が復活するというサイクルを繰り返している。
この用語は、1984年にAAAI（当時は「アメリカ人工知能学会」と呼ばれていた）の年次総会での公開討論の議題として初めて登場した。1970年代の「冬」を経験した2人の主要なAI研究者であるロジャー・シャンクとマービン・ミンスキーは、1980年代にAIへの熱狂が制御不能になっていること、そして必ず失望が訪れることをビジネス界に警告した。彼らは「核の冬」に似た連鎖反応が起こると述べた。それは、AIコミュニティの悲観論に始まり、報道機関の悲観論、資金の大幅な削減、そして本格的な研究の終焉へと続くというものである。3年後、数十億ドル規模のAI産業は崩壊し始めた。
- 1974年から1980年頃と1987年から2000年頃[2]の2つの大きな冬と、以下のような小さなエピソードがいくつかあった。
- 1966年：機械翻訳の失敗
- 1969年：パーセプトロン（初期の単層人工ニューラルネットワーク）への批判
- 1971年から1975年：DARPAのカーネギーメロン大学における音声理解研究プログラムへの失望
- 1973年：ライトヒル報告（英語版）を受けて、英国におけるAI研究の大幅な減少
- 1973年から1974年：DARPAによる学術的なAI研究全般への資金削減
- 1987年：LISPマシン市場の崩壊
- 1988年：戦略的コンピューティング・イニシアチブ（英語版）によるAIへの新規支出の中止
- 1990年代：多くのエキスパートシステムが放棄された
- 1990年代：第五世代コンピュータプロジェクトの当初目標の終焉

AIへの熱意と楽観主義は、1990年代初頭の低迷期以降、概して高まっている。2012年頃から、研究機関や企業からの人工知能（特に機械学習の分野）への関心の高まりにより、資金提供と投資が劇的に増加し、現在（2024年現在）のAIブームにつながっている。

## 初期のエピソード

### 機械翻訳と1966年のALPAC報告
自然言語処理（NLP）研究の起源は1930年代初頭にあり、機械翻訳（MT）の研究から始まった。しかし、大きな進歩と応用が現れ始めたのは、1949年にウォーレン・ウィーバーの重要なメモが発表された後である。このメモは、研究コミュニティに大きな興奮をもたらした。その後数年間で、注目すべき出来事が起こった。IBMは最初の機械の開発に着手し、MITは機械翻訳の最初の専任教授を任命し、MTに関するいくつかの会議が開催された。そして1954年、IBM-ジョージタウンマシンの公開デモンストレーションで最高潮に達し、著名な新聞で広く注目を集めた。
絶望的なAIの冬が訪れたすべてのAIブームと同様に、メディアはこれらの開発の重要性を誇張する傾向があった。IBM-ジョージタウン実験に関する見出しには、「バイリンガルの機械」「ロボットの頭脳がロシア語を英語に翻訳する」、「多言語の頭脳」といった言葉が躍った。しかし、実際のデモンストレーションは、厳選されたわずか49のロシア語の文章を英語に翻訳しただけであり、機械の語彙はわずか250語に限定されていた。ちなみに、ポール・ネイションが2006年に行った研究によると、人間が98%の精度で文章を理解するには、約8,000から9,000語族の語彙が必要であることがわかっている。
冷戦時代、米国政府はロシア語の文書や科学報告書の自動的かつ即時的な翻訳に特に関心を持っていた。政府は1954年から機械翻訳の取り組みを積極的に支援した。機械翻訳の分野を推進したもう1つの要因は、中央情報局（CIA）の関心であった。当時、CIAは機械翻訳能力を開発することの重要性を強く信じており、そのような取り組みを支援していた。彼らはまた、このプログラムがCIAと情報コミュニティの利益を超えた意味を持つことを認識していた。

当初、研究者たちは楽観的であった。ノーム・チョムスキーの文法に関する新しい研究は翻訳プロセスを合理化しており、「差し迫った『ブレークスルー』の多くの予測」があった。

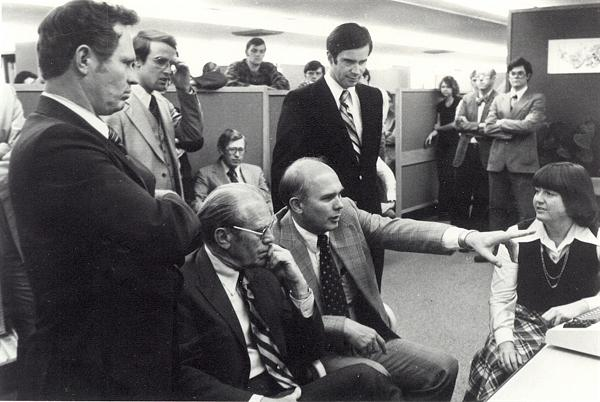
1973年、ジェラルド・フォード米国副大統領に接合文法に基づくコンピュータ翻訳モデルについて説明している様子

しかし、研究者たちは語義の曖昧性解消の難しさを過小評価していた。文章を翻訳するには、機械は何らかの形で文章の内容を理解する必要があり、そうでなければ間違いを犯してしまう。作り話の例として、「the spirit is willing but the flesh is weak.」をロシア語で翻訳し、再び英語に戻すと「the vodka is good but the meat is rotten.」となった。後の研究者はこれを常識的知識問題と呼ぶことになる。
1964年までに、米国研究評議会は進捗の遅さに懸念を抱き、問題を調査するために自動言語処理諮問委員会（ALPAC）を設立した。彼らは1966年の有名な報告書の中で、機械翻訳は人間による翻訳よりも費用がかかり、精度が低く、遅いという結論に達した。約2,000万ドルを費やした後、NRCはすべての支援を打ち切った。キャリアは破壊され、研究は終了した。
機械翻訳はNLPと同じ道をたどり、ルールベースのアプローチから統計的アプローチを経て、2023年には大規模言語モデルで頂点に達したニューラルネットワークアプローチへと至った。

### 1969年の単層ニューラルネットワークの失敗
ウォルター・ピッツとウォーレン・マカロックの論理用ニューラルネットワークやマービン・ミンスキーのSNARCシステムなど、接続されたユニットの単純なネットワークや回路は、期待された結果をもたらすことができず、1950年代後半に放棄された。Logic TheoristやGeneral Problem Solverなどのプログラムの成功を受け、記号を操作するアルゴリズムは、当時、自然知能であれ人工知能であれ、知能の本質と見なされていた論理的推論を実現する手段として、より有望であると思われた。
フランク・ローゼンブラットによって発明されたパーセプトロンへの関心は、彼の人格の力だけで維持されていた。は、ある同僚の言葉を引用して、「彼は報道機関の夢であり、真の祈祷師であった」と述べている。彼は楽観的に、パーセプトロンは「最終的には学習し、意思決定を行い、言語を翻訳できるようになるかもしれない」と予測した。パーセプトロンに関する主流の研究は、1969年にマービン・ミンスキーとシーモア・パパートによる著書『パーセプトロン』がパーセプトロンにできることの限界を強調したため、部分的に終了した。多層パーセプトロンはこの批判の対象ではないことがすでに知られていたが、1960年代には多層パーセプトロンを「訓練」する方法を知る者はいなかった。誤差逆伝播法はまだ何年も先のことだった。
1970年代から1980年代初頭にかけて、ニューラルネットワークアプローチのプロジェクトへの主要な資金提供を見つけることは困難であった。資金不足にもかかわらず、重要な理論的研究は続けられた。ニューラルネットワークアプローチの「冬」は1980年代半ばに終わりを告げた。ジョン・ホップフィールド、デビッド・ラメルハートらの研究が大規模な関心を呼び起こしたのだ。しかし、ローゼンブラットはこれを見ることなく、『パーセプトロン』が出版されてまもなくボートの事故で亡くなった。

## 1974年の挫折

### ライトヒル報告
1973年、ジェームズ・ライトヒル卿教授は英国議会から英国におけるAI研究の現状を評価するよう依頼された。現在ライトヒル報告と呼ばれる彼の報告書は、AIが「壮大な目標」を達成できなかった完全な失敗を批判した。彼は、AIで行われていることは他の科学ではできないことはないという結論に達した。彼は特に「組合せ爆発」または「計算の困難性」の問題に言及した。これは、AIの最も成功したアルゴリズムの多くが現実世界の問題では機能停止し、「おもちゃ」版の解決にしか適していないことを意味していた。
この報告書は、1973年にBBCの「Controversy」シリーズで放送された討論で争われた。王立研究所からの討論「汎用ロボットは蜃気楼である」は、ライトヒル対ドナルド・ミッキー、ジョン・マッカーシー、リチャード・グレゴリーのチームであった。マッカーシーは後に「組合せ爆発問題はAIの最初から認識されていた」と書いた。
この報告書は、英国におけるAI研究の完全な解体につながった。AI研究は、少数の大学（エディンバラ、エセックス、サセックス）でのみ続けられた。日本の第五世代プロジェクト（下記参照）への対応として、Alvey（英国政府の研究プロジェクト）が3億5000万ポンドの資金をAIに提供し始めた1983年まで、研究は大規模に再開されることはなかった。Alveyには英国独自の要件がいくつかあり、それは国際的には、特に米国の提携先とは相性が悪く、フェーズ2の資金調達を失った。

### DARPAの1970年代初頭の資金削減
1960年代、国防高等研究計画局（当時は「ARPA」、現在は「DARPA」として知られる）は、ほとんど条件なしでAI研究に数百万ドルを提供した。DARPAのコンピューティング部門の創設責任者であるJ・C・R・リックライダーは、「プロジェクトではなく人を資金提供する」ことを信じており、彼と数人の後継者は、AIのリーダーたち（マービン・ミンスキー、ジョン・マッカーシー、ハーバート・サイモン、アレン・ニューウェルなど）がそれをほぼ好きなように使うことを許した。
この態度は、1969年にマンスフィールド修正が可決されたことで変化した。これは、DARPAが「基礎的な無方向の研究ではなく、任務指向の直接研究」に資金を提供することを義務付けていた。1960年代に行われていたような純粋な無方向の研究は、もはやDARPAから資金提供されることはなくなった。研究者たちは、自分たちの研究がすぐに何らかの有用な軍事技術を生み出すことを示さなければならなくなった。AI研究の提案は非常に高い基準で評価された。ライトヒル報告とDARPA自身の研究（アメリカ研究グループ）が、ほとんどのAI研究は近い将来に真に有用なものを生み出す可能性が低いことを示唆したため、状況は悪化した。DARPAの資金は、自律型戦車や戦闘管理システムなど、明確な目標を持つ特定のプロジェクトに向けられた。1974年までに、AIプロジェクトへの資金提供を見つけることは困難になった。
AI研究者のハンス・モラベックは、この危機を同僚たちの非現実的な予測のせいにした。「多くの研究者が誇張の網に囚われていた。DARPAへの彼らの最初の約束はあまりにも楽観的すぎた。もちろん、彼らが実現したものは、それよりかなり劣っていた。しかし、彼らは次の提案では最初の提案よりも少ない約束はできないと感じ、より多くのことを約束した。」その結果、DARPAのスタッフの一部はAI研究への忍耐を失ったとモラベックは主張している。「DARPAでは文字通り、『これらの人々の何人かは、年間200万ドルの契約をほぼゼロにまで削減されることで、教訓を学ぶことになるだろう！』と言われた」とモラベックはダニエル・クレヴィエに語った。
自律型戦車プロジェクトは失敗に終わったが、戦闘管理システム（動的分析と再計画ツール）は非常に大きな成功を収め、最初の湾岸戦争で数十億ドルを節約し、DARPAのAIへの投資をすべて回収し、DARPAの実利的な政策を正当化した。

### SURの失敗
DARPAは、カーネギーメロン大学の音声理解研究プログラムに取り組んでいる研究者たちに深く失望した。DARPAは、パイロットの音声コマンドに応答できるシステムを期待し、約束されたと感じていた。SURチームは、英語の音声を認識できるシステムを開発したが、それは「単語が特定の順序で話された場合のみ」であった。DARPAは騙されたと感じ、1974年に年間300万ドルの契約をキャンセルした。
1971年、国防高等研究計画局（DARPA）は、音声理解に関する5年間の野心的な実験を開始した。このプロジェクトの目標は、限られた語彙からの発話をほぼリアルタイムで認識できるようにすることであった。1976年のプロジェクト終了時に、最終的に3つの組織がシステムを実演した。それらは、実際には2つのシステム[HEARSAY-IIとHARPY]を実演したカーネギーメロン大学（CMU）、ボルト、ベラネック、ニューマン（BBN）、そしてスタンフォード研究所を擁するシステム開発公社（SDC/SRI）であった。
当初のプロジェクト目標に最も近いシステムは、CMUのHARPYシステムであった。HARPYシステムの比較的高い性能は、主に、可能な発話に関する情報をシステムの知識ベースに「ハードワイヤリング」することで実現された。HARPYはいくつかの興味深い貢献をしたものの、広範な事前知識への依存により、他の信号理解タスクへのアプローチの適用性が制限された。
何年も後、いくつかの成功した商用音声認識システムは、カーネギーメロンチームによって開発された技術（隠れマルコフモデルなど）を使用することになり、音声認識システムの市場は2001年までに40億ドルに達した。
Hearsay-IIの説明については、『Blackboard Systems』に掲載されているHearsay-II、The Hearsay-II Speech Understanding System: Integrating Knowledge to Resolve Uncertainty、A Retrospective View of the Hearsay-II Architectureを参照のこと。
レディは、1976年の『Proceedings of the IEEE』の記事で、DARPAプロジェクト終了時の音声理解の進捗状況についてレビューしている。

### 反対意見
トーマス・ヘイグは、AI分野の活動は、国防総省からの資金が、主に軍事活動と学術活動を分離するための議会立法を受けて、方向転換されていたとしても、減速しなかったと主張している。実際、専門家の関心は70年代を通して高まっていた。人工知能に関するSpecial Interest GroupであるACMのSIGARTの会員数をこのテーマへの関心の指標として使用して、著者は次のように書いている。
(...)私は2つのデータソースを見つけましたが、どちらも1970年代のAIの冬という考えを支持するものではありません。1つは、1970年代にニュースや研究概要を共有するための主要な場であったACMのSIGARTの会員数です。ライトヒル報告が発表された1973年、急成長中のグループの会員数は1,241人で、1969年の約2倍でした。次の5年間は、従来、最初のAIの冬の最も暗い時期と考えられています。AIコミュニティは縮小していたのでしょうか？いいえ！1978年半ばまでに、SIGARTの会員数は3,500人にほぼ3倍になりました。グループはこれまで以上に速く成長していただけでなく、頭打ちになり始めたACM全体（1969年から1978年までの全期間で50%未満の増加）よりも比例して速く増加していました。ACM会員の11人に1人がSIGARTに所属していました。

## 1980年代後半と1990年代初頭の挫折

### LISPマシン市場の崩壊
1980年代、「エキスパートシステム」と呼ばれる一種のAIプログラムが世界中の企業で採用された。最初の商用エキスパートシステムはカーネギーメロン大学でディジタル・イクイップメント・コーポレーション向けに開発されたXCONであり、それは大きな成功を収めた。わずか6年間の運用で4000万ドルを節約したと推定されている。世界中の企業がエキスパートシステムの開発と展開を開始し、1985年までにはAIに10億ドル以上を費やしており、そのほとんどが社内AI部門向けであった。TeknowledgeやIntellicorp (KEE)などのソフトウェア会社、SymbolicsやLISP Machines Inc.などのハードウェア会社など、それらをサポートする産業が成長した。彼らはLISPマシンと呼ばれる特殊なコンピュータを製造した。これは、米国におけるAI研究の好ましい言語であるLISPプログラミング言語の処理に最適化されていた。
1987年、ミンスキーとシャンクの予測から3年後、特殊なLISPベースのAIハードウェア市場は崩壊した。サン・マイクロシステムズなどの企業のワークステーションは、LISPマシンに代わる強力な選択肢を提供し、Lucidなどの企業はこの新しいクラスのワークステーションにLISP環境を提供した。これらの汎用ワークステーションの性能は、LISPマシンにとってますます困難な課題となった。LucidやFranz LISPなどの企業は、すべてのUNIXシステムに移植可能な、ますます強力なバージョンのLISPを提供した。たとえば、ワークステーションがLISPマシンよりも性能的に優位であることを示すベンチマークが公開された。後にAppleとIBMによって製造されたデスクトップコンピュータも、LISPアプリケーションを実行するためのよりシンプルでより一般的なアーキテクチャを提供するようになった。1987年までに、それらのいくつかは、より高価なLISPマシンと同じくらい強力になっていた。デスクトップコンピュータには、CLIPSなどのルールベースエンジンが利用可能であった。これらの代替手段により、消費者はLISPを実行するために特化した高価なマシンを購入する理由がなくなった。5億ドル規模の産業全体が1年で置き換えられた。
1990年代初頭までに、Symbolics、LISP Machines Inc.、Lucid Inc.など、ほとんどの商用LISP企業は倒産した。テキサス・インスツルメンツやゼロックスなどの他の企業は、この分野から撤退した。少数の顧客企業（つまり、LISPで記述され、LISPマシン・プラットフォームで開発されたシステムを使用している企業）は、システムの保守を続けた。場合によっては、この保守には、結果として生じるサポート作業の引き継ぎが含まれていた。

### エキスパートシステムの展開の減速
1990年代初頭までに、XCONなどの初期の成功したエキスパートシステムは、保守に費用がかかりすぎることが判明した。更新が難しく、学習できず、「脆い」（つまり、異常な入力を受け取ると大きな間違いを犯す可能性がある）ため、何年も前に非単調論理の研究で特定されていた問題（資格問題など）の餌食になった。エキスパートシステムは有用であることが証明されたが、それは限られた特別な状況においてのみであった。もう1つの問題は、一般的な知識のための非単調論理の努力の計算の困難さに関するものであった。KEEは、理解と適用が難しい、複数世界シナリオをサポートする仮定ベースのアプローチを使用していた。
残りの少数のエキスパートシステムシェル企業は最終的に規模を縮小し、事例ベース推論や汎用データベースアクセスなど、新しい市場とソフトウェアパラダイムを探すことを余儀なくされた。Common Lispの成熟により、知識ベースエンジニアリングで応用されたICADなどの多くのシステムが救われた。IntellicorpのKEEなどの他のシステムは、LISPからPC上のC++（バリアント）に移行し、オブジェクト指向技術の確立に貢献した（UMLの開発への主要なサポートの提供を含む（UML Partnersを参照））。

### 第五世代プロジェクトの終焉
1981年、日本の通商産業省は第五世代コンピュータプロジェクトに8億5000万ドルを割り当てた。彼らの目標は、会話を行い、言語を翻訳し、画像を解釈し、人間のように推論できるプログラムを作成し、マシンを構築することであった。1991年までに、1981年に書かれた目標の印象的なリストは達成されていなかった。『The Brain Makers』のHP Newquistによると、「1992年6月1日、第五世代プロジェクトは成功の咆哮ではなく、すすり泣きで終わった」。他のAIプロジェクトと同様に、期待は実際に可能なものよりもはるかに高かった。

### 戦略的コンピューティング・イニシアチブの削減
1983年、第五世代プロジェクトに対応して、DARPAは戦略的コンピューティング・イニシアチブを通じて再びAI研究への資金提供を開始した。当初の提案では、このプロジェクトは実際的で達成可能な目標から始まり、長期的な目標として汎用人工知能も含まれていた。このプログラムは情報処理技術局（IPTO）の指揮下にあり、スーパーコンピューティングとマイクロエレクトロニクスも対象としていた。1985年までに1億ドルが支出され、60の機関で92のプロジェクトが進行中であり、半分は産業界、半分は大学と政府の研究所であった。AI研究はSCIによって十分に資金提供されていた。
1987年にIPTOのリーダーシップに昇格したジャック・シュワルツは、エキスパートシステムを「巧妙なプログラミング」として却下し、AIへの資金提供を「深く残酷に」削減し、SCIを「骨抜きにした」。シュワルツは、DARPAは最も有望な技術にのみ資金を集中させるべきだと感じており、彼の言葉では、DARPAは「犬かき」ではなく「サーフィン」すべきであり、彼はAIは「次の波」ではないと強く感じていた。プログラムの関係者は、コミュニケーション、組織、統合の問題を挙げた。資金削減を乗り越えたプロジェクトは少数で、パイロットアシスタントと自律陸上車両（どちらも実現しなかった）と、（上記のように）成功したDART戦闘管理システムが含まれていた。

## 1990年代と2000年代初頭のAIの冬
2000年代初頭の報告書の調査によると、AIの評判はまだ悪かったことが示唆されている。
アレックス・カストロ、『エコノミスト』2007年6月7日号で引用：「[投資家]は、『人工知能』と同様に、約束を果たせなかったシステムと関連付けられることが多い『音声認識』という言葉に尻込みした。」
パティ・タスカレラ、『Pittsburgh Business Times』2006年：「『ロボット工学』という言葉は、実際には資金調達の機会を損なう汚名を着せられていると考える人もいる。」
ジョン・マーコフ、『ニューヨーク・タイムズ』2005年：「低迷期には、一部のコンピュータ科学者やソフトウェアエンジニアは、途方もない夢想家と見なされることを恐れて、『人工知能』という言葉の使用を避けていた。」
2000年代半ばの多くのAI研究者は、意図的に自分たちの仕事を他の名前で呼んでいた。たとえば、情報学、機械学習、アナリティクス、知識ベースシステム、ビジネスルール管理、認知システム、知的システム、知的エージェント、計算知能などである。これは、自分たちの分野がAIとは根本的に異なると考えているためでもあるが、新しい名前が「人工知能」という言葉に付随する誤った約束の汚名を着せずに資金を調達するのに役立つことも事実である。
1990年代後半から21世紀初頭にかけて、AI技術はより大きなシステムの要素として広く使用されるようになったが、この分野がこれらの成功の功績を認められることはめったにない。2006年、ニック・ボストロムは、「最先端のAIの多くは一般的なアプリケーションに浸透しているが、何かが十分に有用になり、十分に一般的になると、もはやAIとは呼ばれなくなるため、多くの場合AIとは呼ばれない」と説明した。ロドニー・ブルックスはほぼ同じ頃に、「AIは失敗したという愚かな神話があるが、AIは毎秒あなたの周りにいる」と述べた。

## 現在のAIの春（2022年〜現在）
AIは、過去数年間で、出版物、特許出願、総投資額（2022年には500億ドル）、求人数（2022年には80万人の米国の求人）など、あらゆる指標で、歴史上最も高いレベルの関心と資金調達に達している。現在の「AIの春」または「AIブーム」の成功は、言語翻訳（特にGoogle翻訳）、画像認識（ImageNetトレーニングデータベースによって促進され、Google画像検索によって商業化された）、AlphaZero（チェスチャンピオン）やAlphaGo（囲碁チャンピオン）、Watson（ジェパディ！チャンピオン）などのゲームシステムの進歩である。転換期は2012年で、AlexNet（ディープラーニングネットワーク）が2位の半分以下のエラー数でImageNet Large Scale Visual Recognition Challengeで優勝した。
2023年1月時点で1億人以上のユーザーがいるOpenAIのAIチャットボットChatGPTの2022年のリリースは、人工知能とそれが世界に及ぼす影響についての議論を再燃させた。